# Чудо-музыка
«Чу́до-му́зыка» — шестой студийный альбом музыкального проекта «Коммунизм». Был записан в марте 1989 года Константином Рябиновым и Егором Летовым. В статье «Концептуализм внутри» для журнала «Контр Культ Ур’а» Летов называл данный альбом «апофеозом конкретной музыки».
Несмотря на реставрацию альбома Егором Летовым и Натальей Чумаковой в 2005 году, альбом был выпущен только в 2013 году, в одно время с альбомами 89-го года «Родина слышит» и «Народоведение».

## Об альбоме
Это шестой номерной альбом «Коммунизма» и первый альбом (не считая «Веселящего газа»), записанный «Коммунизмом» без Олега Судакова, покинувшего проект в 1989 году.
Альбом состоит из различных музыкальных коллажей, состоящих из чтения стихов и прозы известных и малоизвестных авторов под музыкальные фонограммы и собственные фонограммы, состоявшие из различных шумов и прочих звуковых эффектов (характерный трек — «То-то и оно»), созданных Летовым и Рябиновым. Кроме того, в альбоме использовались звуковые фрагменты из советских кинофильмов (например, «Ленин в Октябре») или радиозаписей с речами представителей Советской власти (в частности, была использована речь Брежнева «Партия — авангард советского общества»). Музыканты читали стихи Сергея Михалкова, Корнея Чуковского, Сулеймана Стальского (стихи которого использовались в другом альбоме ранее), Василия Лебедева-Кумача, а также прозу Франца Кафки, Даниила Хармса, Фёдора Достоевского. В альбоме присутствует всего один инструментальный трек, сыгранный музыкантами, — «Песня о китайском народном добровольце» авторства Тё Рен Чура, переделанная Летовым. В оригинале это была маршевая оркестровая композиция.
Первоначальный вариант альбома состоял из 54 композиций и длился почти час.

## Список композиций
| №   | Название                                 | Текст песни                                        | Музыка                                                                                           | Комментарий                        | Длительность |
| --- | ---------------------------------------- | -------------------------------------------------- | ------------------------------------------------------------------------------------------------ | ---------------------------------- | ------------ |
| 1.  | «Чудо-музыка»                            | 3инаида Александрова                               | Дмитрий Кабалевский                                                                              | [ коммент. 1 ]                     | 0:30         |
| 2.  | «Коммунизм #1»                           | Л. И. Брежнев                                      | —                                                                                                | [ коммент. 2 ] [ ГрОб-Хроники 1 ]  | 0:04         |
| 3.  | «Коммунизм #2»                           | Сергей Михалков                                    | Коммунизм                                                                                        | [ коммент. 3 ]                     | 1:16         |
| 4.  | «Слова и жесты»                          | Полина Виноградская                                | —                                                                                                | [ коммент. 4 ]                     | 0:24         |
| 5.  | «Ленин не умер»                          | Сулейман Стальский                                 | Steamboat Stompers                                                                               | [ коммент. 5 ]                     | 3:41         |
| 6.  | «Манифест»                               | Александр Гиталов                                  | —                                                                                                | [ коммент. 6 ]                     | 0:14         |
| 7.  | «Дневники #1»                            | Франц Кафка                                        | Коммунизм                                                                                        | [ коммент. 7 ]                     | 2:56         |
| 8.  | «Кого я больше всех люблю»               | народные                                           | —                                                                                                | [ коммент. 8 ]                     | 0:06         |
| 9.  | «Сибирские частушки»                     | народные                                           | народная (в обработке Александра и Геннадия Заволокиных)                                         | [ коммент. 9 ]                     | 0:38         |
| 10. | «В удивительном мире»                    | Михаил Львов                                       | —                                                                                                | [ коммент. 10 ]                    | 0:24         |
| 11. | «Ну как не запеть!»                      | Василий Лебедев-Кумач                              | Джерри Лордан (обработка Анатолия Васильева, исполнение ВИА «Поющие гитары»)                     | [ коммент. 11 ]                    | 3:07         |
| 12. | «Вишня, абрикоса…»                       | Василий Головченко, Марк Лагун                     | —                                                                                                | [ коммент. 12 ]                    | 0:20         |
| 13. | «Ленин умер»                             | Сулейман Стальский                                 | Коммунизм                                                                                        | [ коммент. 13 ]                    | 1:18         |
| 14. | «Паричок»                                | из г/п «Ленин в Октябре (фрагменты из кинофильма)» | —                                                                                                | [ коммент. 14 ]                    | 0:14         |
| 15. | «Разгрохаюсь насмерть»                   | Владимир Леви                                      | —                                                                                                | [ коммент. 15 ]                    | 0:09         |
| 16. | «Определение»                            | Эрих Фрид (в переводе Вячеслава Куприянова)        | народная (в обработке ансамбля «Ливенские гармошки»)                                             | [ коммент. 16 ]                    | 0:43         |
| 17. | «Да здравствует любовь!»                 | народные                                           | —                                                                                                | [ коммент. 17 ]                    | 0:08         |
| 18. | «Спаси»                                  | Модест Мусоргский (в исполнении Нины Дорлиак)      | Модест Мусоргский (в исполнении Святослава Рихтера)                                              | [ коммент. 18 ]                    | 0:28         |
| 19. | «Рассказ об одном человеке»              | Даниил Хармс                                       | —                                                                                                | [ коммент. 19 ]                    | 0:29         |
| 20. | «Вьетнам»                                | Хо Ши Мин                                          | —                                                                                                | [ коммент. 20 ]                    | 0:19         |
| 21. | «Меткий выстрел»                         | —                                                  | —                                                                                                | [ коммент. 21 ]                    | 0:10         |
| 22. | «Моё село»                               | Ван Као (в переводе Самуила Болотина)              | The Centuries                                                                                    | [ коммент. 22 ]                    | 2:08         |
| 23. | «Богатырский храп»                       | Валентин Катаев                                    | —                                                                                                | [ коммент. 23 ]                    | 0:13         |
| 24. | «Дневники #2»                            | Франц Кафка                                        | Коммунизм                                                                                        | [ коммент. 24 ]                    | 1:47         |
| 25. | «Надо брать дворец!»                     | из г/п «Ленин в Октябре (фрагменты из кинофильма)» | —                                                                                                | [ коммент. 25 ]                    | 0:07         |
| 26. | «Остров сокровищ»                        | —                                                  | —                                                                                                | [ коммент. 26 ]                    | 0:16         |
| 27. | «Дело было вечером»                      | Сергей Михалков                                    | —                                                                                                | [ коммент. 27 ]                    | 0:54         |
| 28. | «Новоафонские пещеры»                    | —                                                  | —                                                                                                | [ коммент. 28 ]                    | 0:23         |
| 29. | «Плохо человеку одному»                  | народные                                           | Коммунизм                                                                                        | [ коммент. 29 ]                    | 2:12         |
| 30. | «Тиорема»                                | народные                                           | —                                                                                                | [ коммент. 30 ]                    | 0:43         |
| 31. | «Сразу бездыханна»                       | —                                                  | Пьер Дегейтер                                                                                    | [ коммент. 31 ]                    | 0:37         |
| 32. | «Пуск»                                   | —                                                  | —                                                                                                | [ коммент. 32 ]                    | 0:11         |
| 33. | «Свинки»                                 | Корней Чуковский                                   | —                                                                                                | [ коммент. 33 ]                    | 2:18         |
| 34. | «Выбор предков»                          | Игорь Никольский                                   | —                                                                                                | [ коммент. 34 ]                    | 0:09         |
| 35. | «То-то и оно»                            | —                                                  | Коммунизм                                                                                        | [ коммент. 35 ]                    | 1:43         |
| 36. | «Женщина и смерть»                       | Василий Фёдоров                                    | —                                                                                                | [ коммент. 36 ]                    | 0:12         |
| 37. | «Как я рад!»                             | народные                                           | The Tremeloes                                                                                    | [ коммент. 37 ]                    | 2:01         |
| 38. | «Посетил»                                | —                                                  | Коммунизм                                                                                        | [ коммент. 38 ]                    | 0:38         |
| 39. | «Примус»                                 | Сулейман Стальский                                 | UB40                                                                                             | [ коммент. 39 ] [ ГрОб-Хроники 2 ] | 3:35         |
| 40. | «Хочешь, покажу»                         | —                                                  | —                                                                                                | [ коммент. 40 ]                    | 0:17         |
| 41. | «Любовь — не картошка»                   | народные                                           | Даниэль Фортеа                                                                                   | [ коммент. 41 ]                    | 1:17         |
| 42. | «Встреча»                                | Даниил Хармс                                       | —                                                                                                | [ коммент. 42 ]                    | 0:20         |
| 43. | «Юноша и девушка»                        | Сулейман Стальский                                 | —                                                                                                | [ коммент. 43 ]                    | 1:25         |
| 44. | «Моя страна»                             | Василий Лебедев-Кумач                              | Public Image Ltd                                                                                 | [ коммент. 44 ]                    | 2:51         |
| 45. | «Коммунизм #3»                           | —                                                  | —                                                                                                | [ коммент. 45 ]                    | 0:23         |
| 46. | «Верю, будет…»                           | —                                                  | Коммунизм                                                                                        | [ коммент. 46 ]                    | 1:15         |
| 47. | «Опасность»                              | народные                                           | —                                                                                                | [ коммент. 47 ]                    | 0:07         |
| 48. | «Танкист и трактористка»                 | —                                                  | Морис Равель (в исполнении Симфонического оркестра Всесоюзного радио, дирижёр Евгений Светланов) | [ коммент. 48 ]                    | 2:20         |
| 49. | «Так и мы»                               | —                                                  | Коммунизм                                                                                        | [ коммент. 49 ]                    | 1:31         |
| 50. | «Песня о китайском народном добровольце» | Тё Рен Чур (редакция Егора Летова)                 | Тё Рен Чур (редакция Егора Летова)                                                               | [ коммент. 50 ]                    | 2:30         |
| 51. | «Росли вы»                               | Елена Нестерова                                    | —                                                                                                | [ коммент. 51 ]                    | 0:08         |
| 52. | «Огромное»                               | Фёдор Достоевский                                  | Коммунизм                                                                                        | [ коммент. 52 ]                    | 2:11         |
| 53. | «Потому»                                 | Л. И. Брежнев                                      | —                                                                                                | [ коммент. 53 ] [ ГрОб-Хроники 3 ] | 0:25         |
| 54. | «Радоваться жизни»                       | Игорь Кохановский                                  | Анне Вески                                                                                       | [ коммент. 54 ]                    | 1:30         |

| №                   | Название                               | Текст песни                        | Музыка                                                                       | Длительность |
| ------------------- | -------------------------------------- | ---------------------------------- | ---------------------------------------------------------------------------- | ------------ |
| 55.                 | «Море и моряки»                        | народные                           | —                                                                            | 0:06         |
| 56.                 | «Ну как не запеть»                     | Василий Лебедев-Кумач              | Джерри Лордан (обработка Анатолия Васильева, исполнение ВИА «Поющие гитары») | 3:09         |
| 57.                 | «Про китайского народного добровольца» | Тё Рен Чур (редакция Егора Летова) | Тё Рен Чур (редакция Егора Летова)                                           | 2:30         |
| 58.                 | «Встреча #2»                           | Даниил Хармс                       | —                                                                            | 0:12         |
| Общая длительность: | Общая длительность:                    | Общая длительность:                | Общая длительность:                                                          | 62:03        |

- Всё записано 26—28 марта 1989 года в ГрОб-студии в Омске.

## Участники записи
Музыканты*
- Константин «Кузя Уо» Рябинов — вокал, голос, храп, хрюк, чмок, смех, гитары, бас, спички, вода, щёточки, монета, крышка от баночки с кофе, душ, решёточка, дверь, топотня, пузыри, подъезд, дверной звонок, крик, сип
- Егор Летов — вокал, голос, микрофон, ударные, вода, утюг, спички, мыло, зубная щётка, слюни, храп, хрюк, помойное ведро, газета, гитары, крик, мисочкой об пол, запись, ревер, микс, сип, чмок, смех

Производство*
- Егор Летов — продюсер, (пере)сведение, реставрация
- Наталья Чумакова — пересведение, реставрация, мастеринг, оформление
- Андрей Батура — оформление
- Андрей Кудрявцев — фото

* В соответствии с выходными данными 2013 года от «Выргорода».

### Общие
1. ↑  Выргород продолжает издание полного собрания альбомов группы «Коммунизм». 05.12.2013. Дата обращения: 30 мая 2021. Архивировано 9 декабря 2021 года.
2. ↑  ГрОб-Хроники — Выргород, CD. Дата обращения: 5 февраля 2021. Архивировано 16 января 2021 года.
3. ↑  Согласно официальной альбомографии «ГрОб Records» на:
  - официальном сайте группы «Гражданская оборона» Архивная копия от 30 января 2012 на Wayback Machine
  - сайте «ГрОб-Хроники Архивная копия от 22 февраля 2021 на Wayback Machine»; журнал «Контр Культ Ур’а» (выпуск 1 Архивная копия от 24 февраля 2020 на Wayback Machine и 3 Архивная копия от 8 июля 2020 на Wayback Machine)
4. ↑  Уо Кузя, Летов Егор. Концептуализьм внутри. redut.info. Контр Культ Ур’а № 1 (1989). Дата обращения: 4 февраля 2021. Архивировано из оригинала 9 февраля 2021 года.
5. ↑  Оксана Аксютина. Панк-вирус в России: Интервью с Олегом «Манагером» Судаковым Архивная копия от 31 января 2021 на Wayback Machine
6. 1 2  См. примечание.
7. ↑  Эволюция альбома на сайте «ГрОб-Хроники». Дата обращения: 5 февраля 2021. Архивировано 26 октября 2021 года.
8. ↑  ГрОб-Хроники | Василий Головченко / Марк Лагун — Вишня, абрикоса. Дата обращения: 5 февраля 2021. Архивировано 10 февраля 2021 года.
9. ↑  ГрОб-Хроники | Сулейман Стальский — Ленин умер. Дата обращения: 5 февраля 2021. Архивировано 17 января 2021 года.

### Рецензии
1. ↑  Ступников Денис. Коммунизм «Чудо-музыка». km.ru (2 апреля 2014). Дата обращения: 3 февраля 2021. Архивировано 10 февраля 2021 года.

### Комментарии на диске (ВЫРГОРОД 117)
1. ↑  01. «Чудо-музыка» — фрагмент песни «Чудо-музыка» (Д. Кабалевский — 3. Александрова).
2. ↑  02. «Коммунизм #1» — фрагмент выступления Л. И. Брежнева (с пластинки «Партия — авангард советского общества»). (исправлено)
3. ↑  03. «Коммунизм #2» — музыкальной основой является аудиохэппенинг группы «Коммунизм». Слова С. Михалкова из стихотворения «Будь готов!». (исправлено)
4. ↑  04. «Слова и жесты» — фрагмент воспоминаний члена партии с 1917 года П. Виноградской из записи «Звуковая Лениниана. Живое слово Ильича».
5. ↑  05. «Ленин не умер» — текст С. Стальского.
6. ↑  06. «Манифест» — фрагмент интервью с дважды Героем Социалистического Труда трактористом А. Гиталовым из записи «С любовью к земле».
7. ↑  07. «Дневники #1» — аудиохэппенинг группы «Коммунизм». Текст — отрывок из произведения Ф. Кафки «Дневники и письма» (см. от 9 января 1920 года). (исправлено)
8. ↑  08. «Кого я больше всех люблю» — народное подростковое творчество, из девичьих тетрадей.
9. ↑  09. «Сибирские частушки» — фрагмент народного наигрыша с частушками в обработке А. и Г. Заволокиных из репортажа «На родину В. Шукшина за частушками».
10. ↑  10. «В удивительном мире» — фрагмент авторского прочтения М. Львовым стихотворения «Я родился в октябрьском году!» («Пластинка поэта. Михаил Львов читает свои стихи»). (исправлено)
11. ↑  11. «Ну как не запеть!» — советская песня (музыка З. Дунаевского) на стихи В. Лебедева-Кумача, звучащая в фильме «С новым годом!» (1936). В качестве музыкальной подложки использована композиция «Апачи[англ.]» (музыка J. Lordan, обработка А. Васильева) в исполнении ВИА «Поющие гитары», оригинал музыки — инструментал 1960 года «Apache» композитора Д. Лордена, известный в те годы в исполнении группы The Shadows. (исправлено)
12. ↑  12. «Вишня, абрикоса…» — фрагмент репортажа «Люди страны Октября: монолог Героя Советского Союза, Героя Социалистического труда В. И. Головченко».
13. ↑  13. «Ленин умер» — использована записанная группой «Коммунизм» фонограмма церемонии похорон с участием омского погребального оркестра.
14. ↑  14. «Паричок» — фрагмент записи из кинофильма «Ленин в Октябре». В роли В. И. Ленина — актёр Б. Щукин, автор сценария — А. Каплер.
15. ↑  15. «Разгрохаюсь насмерть» — фрагмент записи «Как управлять собой. Беседа с психотерапевтом В. Леви».
16. ↑  16. «Определение» — одноимённое стихотворение Э. Фрида в переводе В. Куприянова. В качестве музыкальной подложки использован фрагмент записи народного наигрыша «Камаринская» в обработке ансамбля «Ливенские гармошки». (исправлено)
17. ↑  17. «Да здравствует любовь!» — народное подростковое творчество, из девичьих тетрадей.
18. ↑  18. «Спаси» — фрагмент записи сценки «На сон грядущий» из вокального цикла М. Мусоргского «Детская» в исполнении С. Рихтера (пианино) и Н. Дорлиак (сопрано). Слова М. Мусоргского. (исправлено)
19. ↑  19. «Рассказ об одном человеке» — рассказ «Голубая тетрадь №10» из сборника Д. Хармса «Случаи».
20. ↑  20. «Вьетнам» — фрагмент репортажа «Наш друг Хо Ши Мин — страницы героической жизни».
21. ↑  21. «Меткий выстрел» — фрагмент неизвестного радиоспектакля.
22. ↑  22. «Моё село» — использован инструментал «Fourth Dimension» в исполнении группы The Centuries. Автор слов Ван Као, перевод С. Болотина. (исправлено)
23. ↑  23. «Богатырский храп» — фрагмент рассказа В. Катаева «Сон», записанного со слов маршала С. Будённого.
24. ↑  24. «Дневники #2» — фрагмент произведения Ф. Кафки «Дневники и письма» (см. от 16 сентября 1915 года). Музыка — аудиохэппенинг группы «Коммунизм». (исправлено)
25. ↑  25. «Надо брать дворец!» — фрагмент записи из кинофильма «Ленин в Октябре». В роли В. И. Ленина — актёр Б. Щукин, автор сценария — А. Каплер. (исправлено)
26. ↑  26. «Остров сокровищ» — фрагмент неопознанной композиции.
27. ↑  27. «Дело было вечером» — фрагмент стихотворения С. Михалкова «А что у вас?». (исправлено)
28. ↑  28. «Новоафонские пещеры» — в качестве конкретной музыки использован фрагмент репортажа «Мир сказки».
29. ↑  29. «Плохо человеку одному» — аудиохэппенинг группы «Коммунизм», слова народные («подростковое творчество из девичьих дневников»). (исправлено)
30. ↑  30. «Тиорема» — народное подростковое творчество, из девичьих тетрадей.
31. ↑  31. «Сразу бездыханна» — в качестве музыкальной подложки звучит фрагмент «Интернационала» (автор музыки — П. Дегейтер). Автор слов неизвестен. (исправлено)
32. ↑  32. «Пуск» — использован фрагмент теле- или радиорепортажа.
33. ↑  33. «Свинки» — одноимённое стихотворение К. Чуковского.
34. ↑  34. «Выбор предков» — в качестве конкретной музыки использован фрагмент репортажа «У бобровой запруды. Документальная запись И. Д. Никольского».
35. ↑  35. «То-то и оно» — аудиохэппенинг группы «Коммунизм».
36. ↑  36. «Женщина и смерть» — финал стихотворения В. Фёдорова «Знакомо, как старинный сказ…». (исправлено)
37. ↑  37. «Как я рад!» — народная.
38. ↑  38. «Посетил» — аудиохэппенинг группы «Коммунизм».
39. ↑  39. «Примус» — слова С. Стальского.
40. ↑  40. «Хочешь, покажу» — фонограмма из неизвестного источника. (исправлено)
41. ↑  41. «Любовь — не картошка» — народное подростковое творчество. В качестве подложки использован фрагмент композиции «Импровизация» (автор музыки — Д. Фортеа).
42. ↑  42. «Встреча» — одноимённый рассказ Д. Хармса.
43. ↑  43. «Юноша и девушка» — слова С. Стальского.
44. ↑  44. «Моя страна» — в качестве музыкальной подложки фрагмент трека «Socialist» группы PiL. Слова В. Лебедева-Кумача.
45. ↑  45. «Коммунизм #3» — в качестве конкретной музыки использована заставка «Смех в зале» с одной из юмористических страниц журнала «Кругозор». (исправлено)
46. ↑  46. «Верю, будет…» — аудиохэппенинг группы «Коммунизм»; автор стихов неизвестен. (исправлено)
47. ↑  47. «Опасность» — народное подростковое творчество, из девичьих тетрадей.
48. ↑  48. «Танкист и трактористка» — в качестве музыкальной подложки использован фрагмент произведения «Болеро» М. Равеля в исполнении Симфонического оркестра Всесоюзного радио (дирижёр Е. Светланов).
49. ↑  49. «Так и мы» — аудиохэппенинг группы «Коммунизм».
50. ↑  50. «Песня о китайском народном добровольце» — в китайском оригинале это маршевая оркестровая композиция. Автор Тё Рен Чур; изменено Егором Летовым.
51. ↑  51. «Росли вы» — фрагмент стихотворения Е. Нестеровой «Женщины задумчивой России».
52. ↑  52. «Огромное» — отрывок из романа Ф. Достоевского «Преступление и наказание». В качестве музыки — аудиохэппенинг группы «Коммунизм».
53. ↑  53. «Потому» — использован фрагмент выступления Л. И. Брежнева с пластинки «Партия — авангард советского общества».
54. ↑  54. «Радоваться жизни» — слова И. Кохановского. В качестве музыки использован припев одноимённой песни в исполнении А. Вески.